# Чесноковка (приток Миасса)
Чесноковка — река в России, протекает в Курганской области, Челябинской области. Устье реки находится в 239 км по левому берегу реки Миасс у д. Чесноковка 1-я. Длина реки составляет 23 км.

## Данные водного реестра
По данным государственного водного реестра России относится к Иртышскому бассейновому округу, водохозяйственный участок реки — Миасс от города Челябинск и до устья, речной подбассейн реки — Тобол. Речной бассейн реки — Иртыш.
Код объекта в государственном водном реестре — 14010501012111200003683.

## Населённые пункты
- село Тавранкуль
- деревня Чесноковка 1-я